# Starzec kędzierzawy
Starzec kędzierzawy, starzec nadpotokowy (Tephroseris crispa (Jacq.) Rchb.) – gatunek rośliny należący do rodziny astrowatych. Występuje w Europie Środkowej, w Polsce w Karpatach i Sudetach, ponadto na rozproszonych stanowiskach na niżu.

## Morfologia
PokrójRoślina o wysokości 35–60 (80) cm. Za młodu jest pajęczynowato owłosiona, potem łysiejąca.
ŁodygaWzniesiona, rozgałęziona.
LiścieOdziomkowe oraz dolne łodygowe są jajowatołopatkowate z sercowatą nasadą i mają długi, oskrzydlony ogonek i ząbkowane brzegi blaszki. Wyższe liście łodygowe są węższe i płycej ząbkowane lub całobrzegie, mają krótki ogonek lub są siedzące.
KwiatyZebrane w liczne koszyczki o średnicy 3,5–4 cm. Są jasnożółte, żółte lub pomarańczowe. Brzeżne kwiaty są języczkowe, jest ich przeważnie 15–19. W środku koszyczka kwiaty rurkowate. W okresie kwitnienia puch kielichowy jest krótszy od rurki korony.

## Biologia i ekologia
- Bylina. Kwitnie od maja do sierpnia.
- Siedlisko: wilgotne lasy, brzegi potoków, mokradła, wilgotne hale górskie. W Tatrach występuje od regla dolnego po piętro kosówki, bardzo rzadko tylko spotkać go można w piętrze halnym. Hemikryptofit[5].
- Liczba chromosomów 2n=48[6].

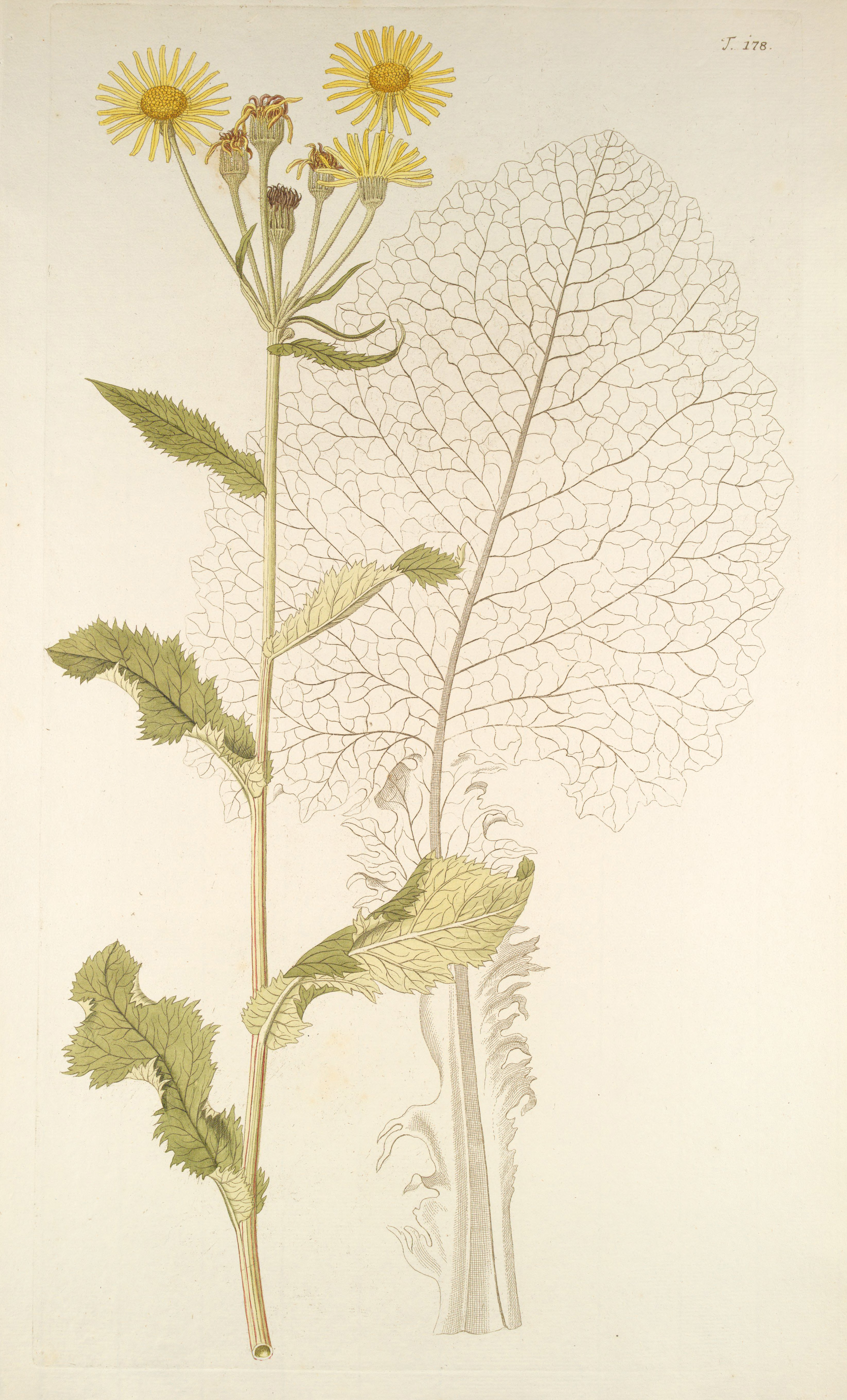
Morfologia
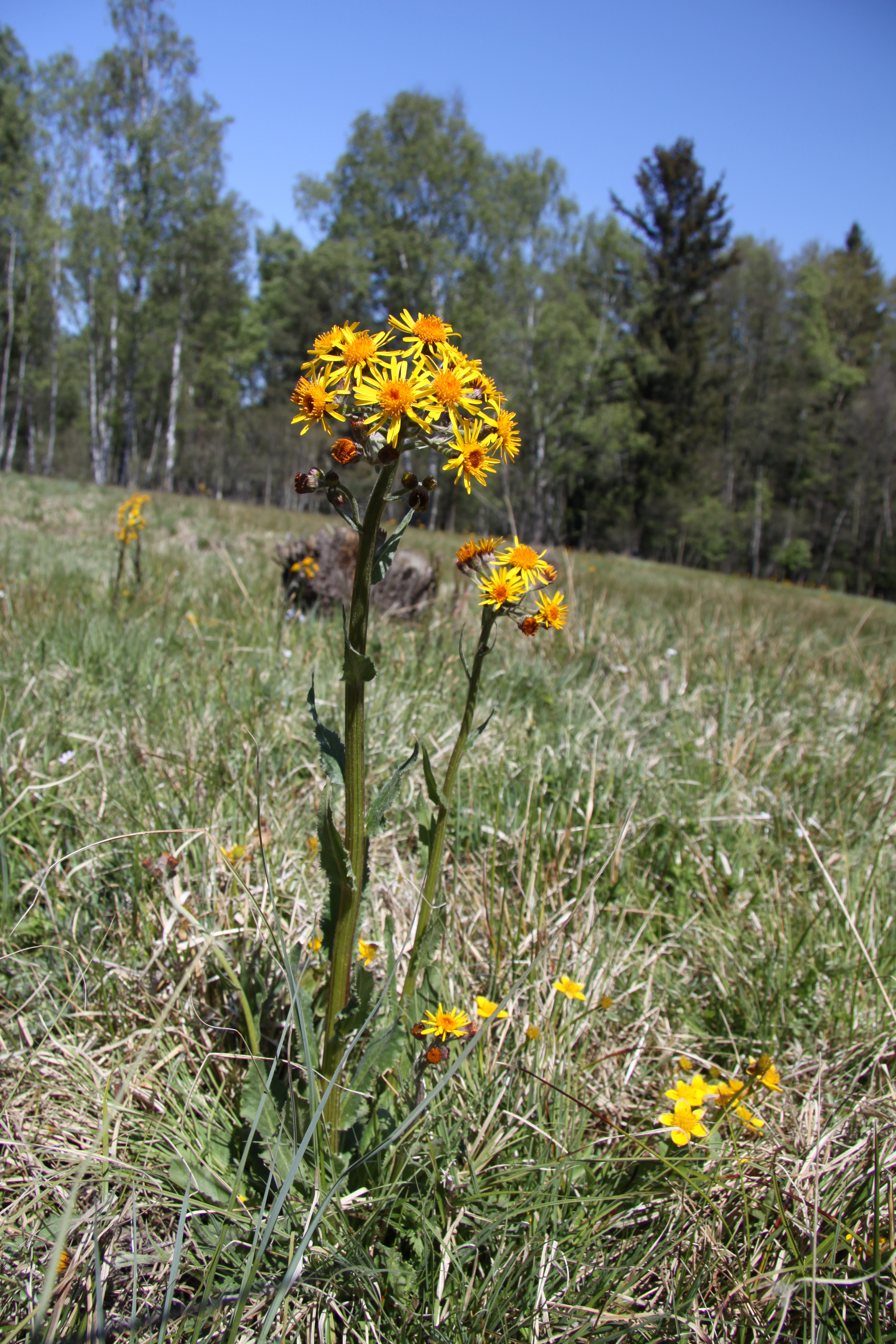
Pokrój
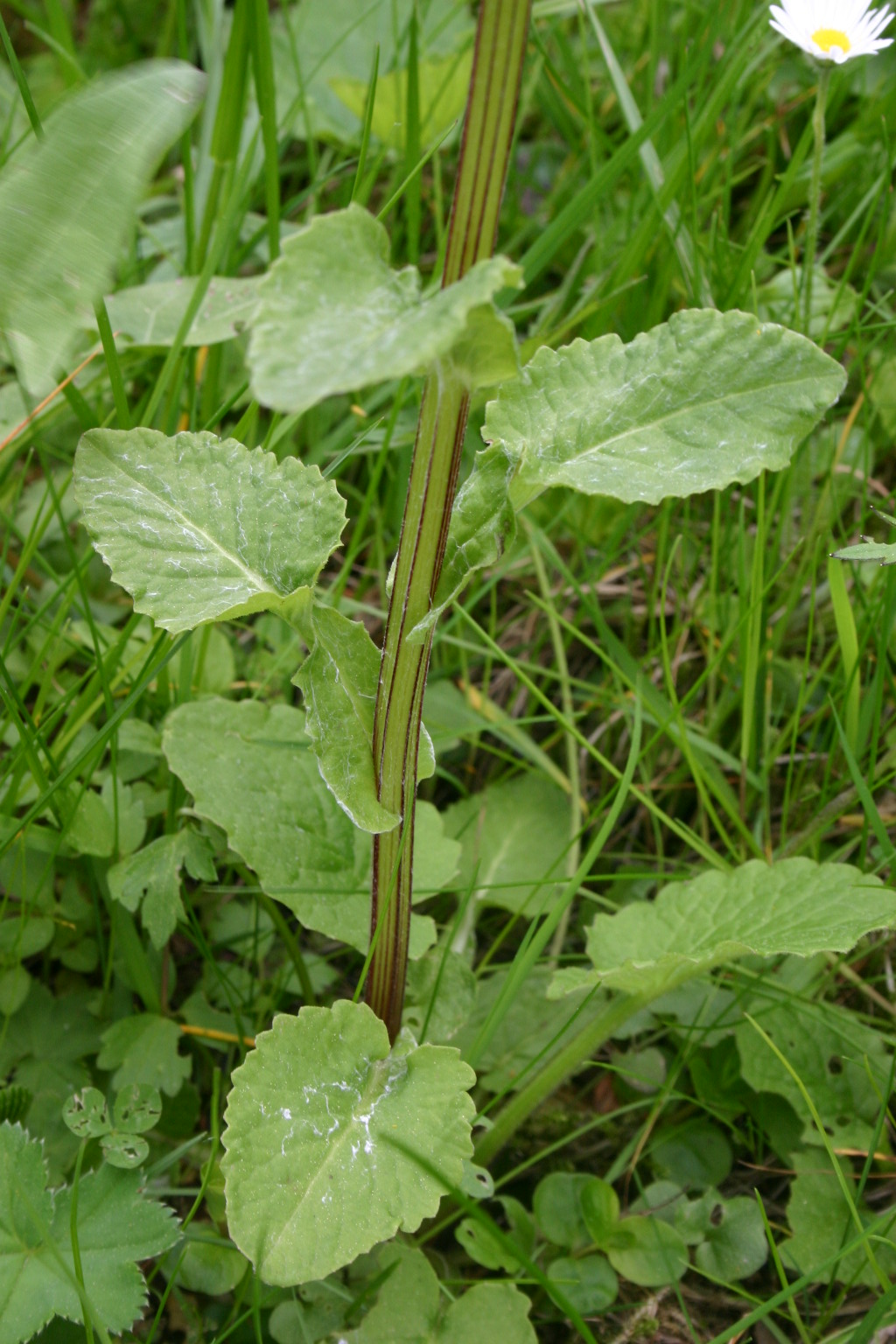
Pęd
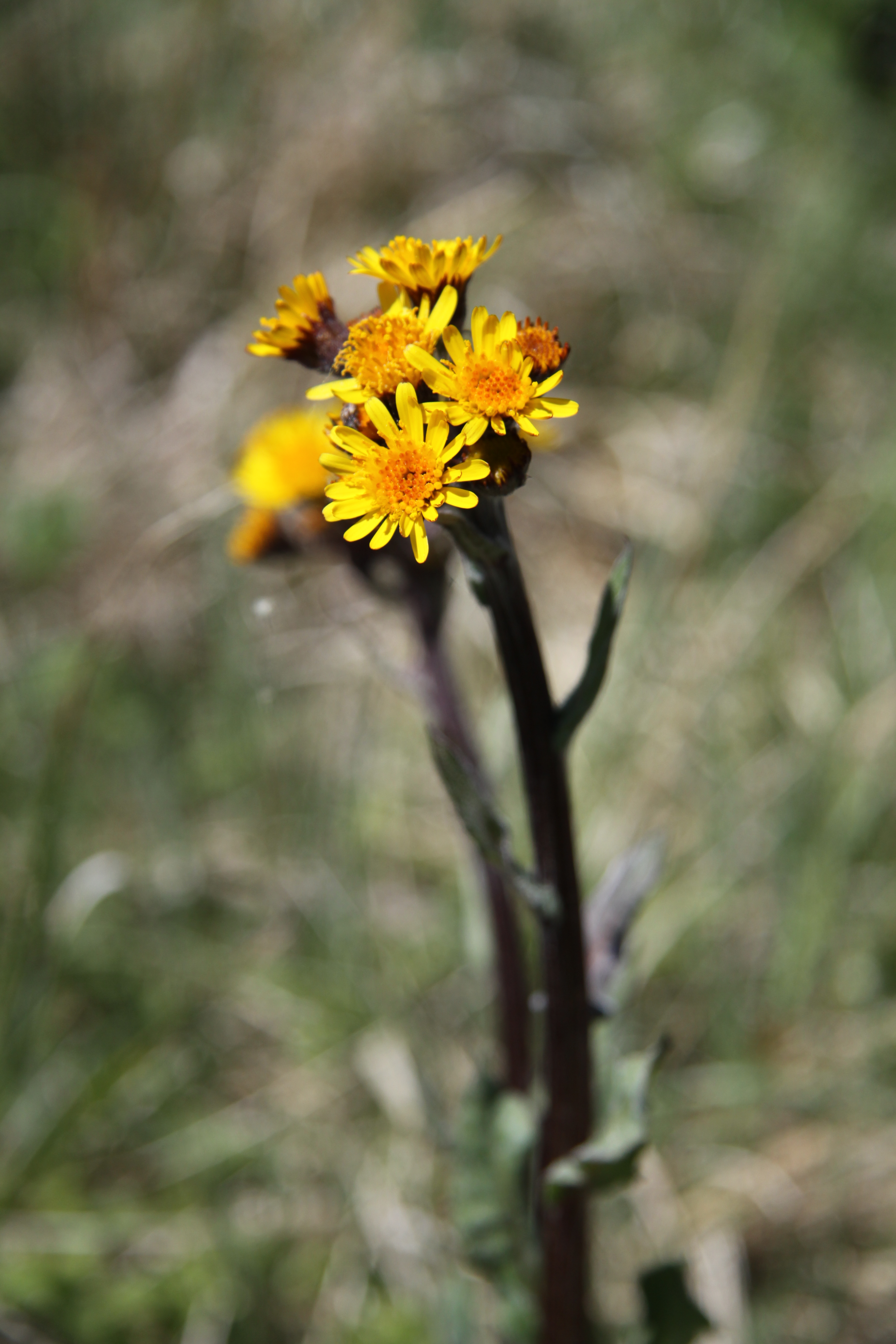
Kwiatostan